# RBS Be 4/8 41–61
Die RBS Be 4/8 – aufgrund ihrer orangen VST-Einheitslackierung auch „Mandarinli“ genannt – sind Nahverkehrszüge, die in den 1970er Jahren von den Vorgängerinnen Solothurn–Zollikofen–Bern-Bahn (SZB) und Vereinigte Bern–Worb-Bahnen (VBW) als Triebzüge Be 4/8 41–61 in Betrieb genommen wurden. Die Triebzüge lösten die Pendelzüge mit VBW-Be 4/4, VBW-BDe 4/4 und SZB-Be 4/4 sowie SZB-BDe 4/4 ab.
Damals galten sie als hochmoderne Vorortszüge mit rascher Beschleunigung. Fünf weitgehend baugleiche Pendelzüge, die Be 4/8 21-25, gelangten an die Lugano-Ponte-Tresa-Bahn (FLP). Zwei weitere in verkürzter Bauart wurden als Be 4/8 41 und 42 an die Ferrovie autolinee regionali ticinesi (FART) für ihre Strecke Locarno–Camedo (Centovallibahn) geliefert und später von der FLP erworben.

## Konzept

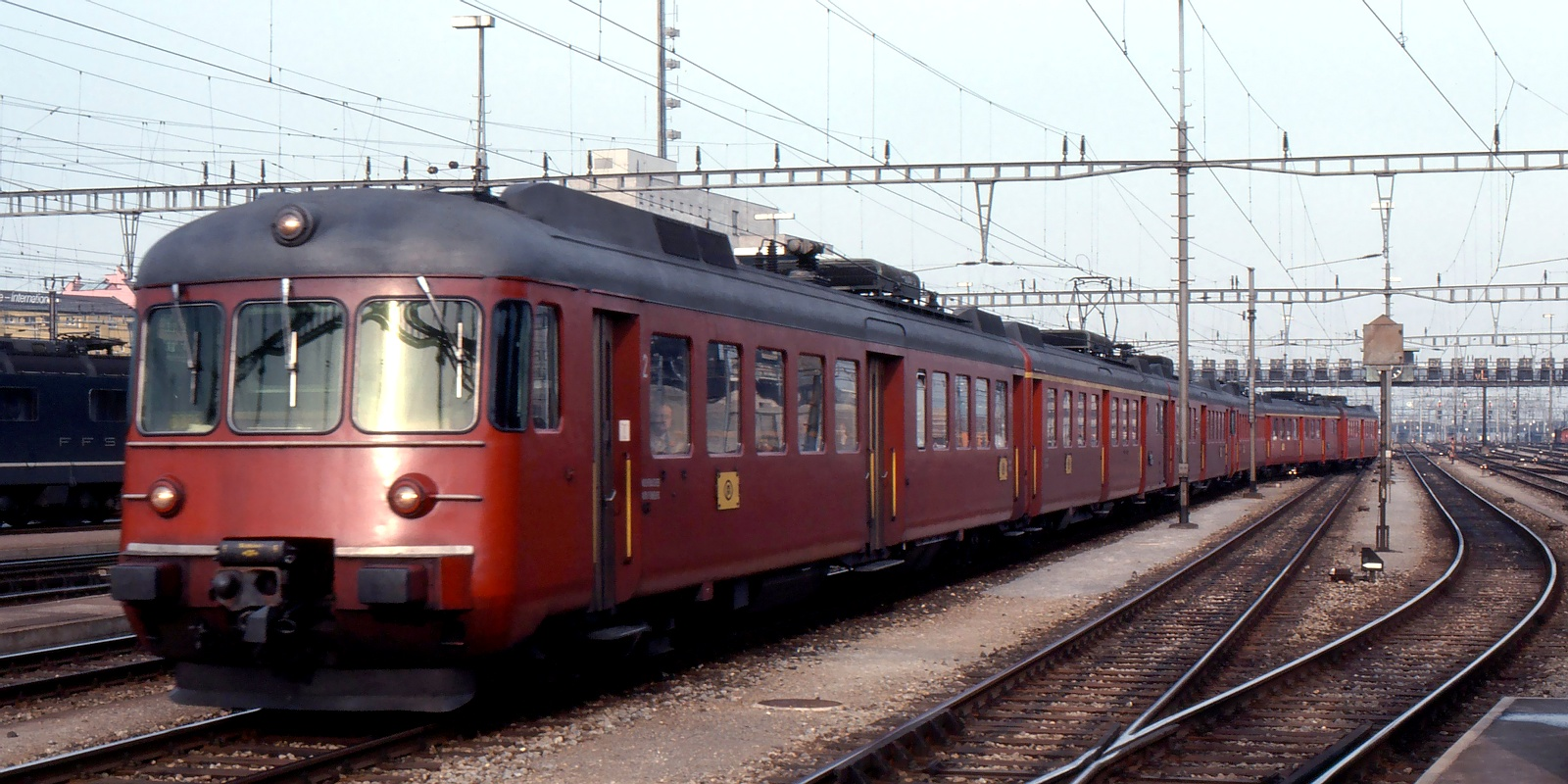
Zwei «Mirages» der SBB mit Allachsantrieb und schmalen Einstiegstüren im Originalzustand

Ende der 1990er Jahre zeigte sich, dass Bahninfrastruktur und Rollmaterial für den ständig wachsenden Verkehr zu wenig geeignet waren. Die SBB führten 1969 auf der Strecke Zürich–Rapperswil einen modernen S-Bahn-Betrieb ein. Sie beschafften dafür 20 RABDe 12/12 «Mirages», deren Allachsantrieb eine sehr starke Beschleunigung erlaubte. Weil diese Züge über zu schmale Einstiegstüren verfügten und die konventionellen Innenräume mit Abteiltüren unterteilt waren, war der Fahrgastwechsel während den Aufenthalten zu langsam, um den Anforderungen eines S-Bahn-Betriebes zu genügen.
Die VBW und die SZB erstellten eine Systemanalyse für ihren Agglomerationsverkehr, der Verbesserungsbedarf an der Infrastruktur aufzeigte und die Anforderungen an die Fahrzeuge definierte. Eine Computersimulation zeigte, dass die Dauer des Fahrgastwechsels an den Stationen und nicht das Beschleunigungsvermögen der Fahrzeuge das wichtigste Kriterium war. Mit einem leichten Steuerwagen reichte der Antrieb des Triebwagens aus und auf den aufwendigen Allachsantrieb konnte verzichtet werden. Der Triebwagen erhielt einen Wagenkasten aus Stahl, beim Steuerwagen fand aus Gewichtsgründen eine damals übliche Unidur-Aluminiumlegierung Verwendung. Für die Stirnfront musste eine Form gefunden werden, die sowohl in Stahl als auch in Aluminium kostengünstig hergestellt und repariert werden konnte.
Die Innenraumgestaltung orientierte sich nicht an den in der Schweiz üblichen Einheitswagen, sondern an U-Bahn-Fahrzeugen. Die Eingangstüren mit grosszügigen Eingangsbereichen wurden gleichmässig verteilt und erstmals kamen breite doppelflügige Schwenkschiebetüren zum Einsatz. Auf die erste Wagenklasse, Toiletten und Abteiltüren wurde verzichtet. Die Traktionsleistung wurde bewusst so gewählt, dass keine zusätzlichen Anhängewagen vorgesehen waren. Die Reserven erlaubten es aber später, die „Mandarinli“ mit speziell leichten Niederflur-Zwischenwagen zu Dreiteilern zu vergrössern. Trotz des neuen Konzepts verlief die Inbetriebnahme der damals zukunftsweisenden Triebzüge ohne grössere Probleme.

## Revision und Kapazitätserweiterung Anfangs der 2000er Jahre
Um die Kapazität der Pendelzüge erhöhen zu können, ohne zusätzliche Triebfahrzeuge beschaffen zu müssen, wurde beschlossen, einen Teil der vorhanden zweiteiligen Triebzüge um einen Zwischenwagen zu verlängern. Dank den inzwischen erfolgten Entwicklungen im Fahrzeugbau konnten diese Wagen als Niederflurwagen ausgeführt werden, womit Fahrgästen mit Behinderungen und mit Kinderwagen die Reise erleichtert wird (gleichzeitig mussten die Perrons im Einstiegsbereich auf 35 cm erhöht werden). 16 der 21 Be 4/8 des RBS sowie die fünf Be 4/8 21–25 der FLP wurden in den Jahren 2001–2002 mit einem von Stadler Rail gelieferten Niederflurmittelwagen (beim RBS als B 41–56 gekennzeichnet) zu Be 4/12 ergänzt. Seit Ende 2003 durchliefen alle 21 RBS-Züge eine Hauptrevision und wurden dabei aufgefrischt (Fahrgastinformationssystem, hellere Innenräume, neuer Anstrich, teilweise Kameraüberwachung). Die Zwischenwagen waren bis 2013 nicht ständig in den gleichen Kompositionen im Einsatz.

## Einsatz im Tessin

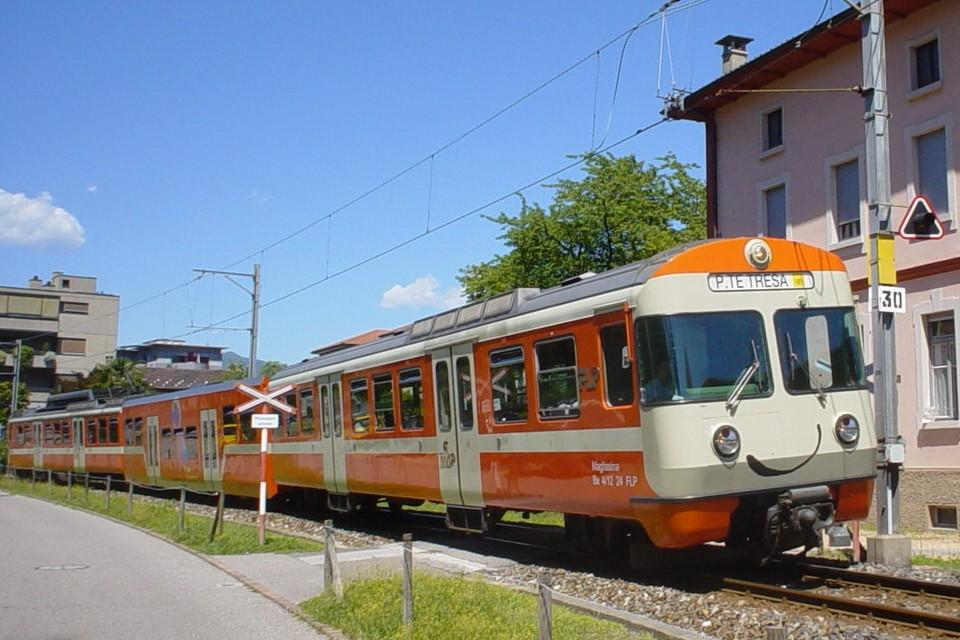
Be 4/8 der FLP im Jahre 2003 in Agno

Der RBS Be 4/8 53 wurde 1977 nach Lugano geliefert und ermöglichte dort den Beginn des Umbaus der bisherigen Triebwagen der FLP für den künftigen Einsatz bei der SSIF. 1979 kam der Zug dann zum RBS und trägt seither das Wappen von Lugano.
1978 übernahmen die Be 4/8 den Gesamtverkehr Lugano–Ponte Tresa und zogen zeitweise auch einen Postwagen, der mit der gleichen GFV-Kupplung ausgerüstet worden war. In den Hauptverkehrszeiten wurden vereinzelt Doppelkompositionen aus zwei Be 4/8 eingesetzt, seit der Verlängerung zu Be 4/12 wurde darauf verzichtet.
Die Be 4/8 41 und 42 wurden für die Regionalzüge Locarno–Camedo eingesetzt, bis sie 1991/92 an die FLP verkauft wurden. Die Züge werden ab Juni 2021 gestaffelt durch neue vom Typ Stadler Tramlink ersetzt.

## Einsatz beim RBS
Die Be 4/8 verkehrten seit ihrer Inbetriebnahme auf der Strecke Bern–Worb, dabei wurden in den Hauptverkehrszeiten bis zu drei Be 4/8 vielfachgesteuert eingesetzt. Dabei befuhr der dritte Zug aber nicht die Gesamtstrecke bis Worb, sondern wurde unterwegs abgehängt und ging auf den Gegenzug über. Nach Ablieferung weitere Züge verkehrten die Be 4/8 auch nach Jegenstorf und nach Unterzollikofen.
Die Be 4/12 und Be 4/8 41–61 wurden bis 2013 in Spitzenzeiten (kursiv: in Schwachlastzeiten) wie folgt eingesetzt:
- S7 (Bern–Bolligen–Worb): 4 Umläufe Be 4/12 + Be 4/12
- S7 (Bern–Bolligen): 2 Umläufe Be 4/12 (häufig abends 1 Umlauf ABe 4/12 62–72)
- S8 (Bern–Urtenen/Jegenstorf): 3 Umläufe Be 4/12 + Be 4/8

Nach Ablieferung der NExT (RABe 4/12 21–34) wurden die ABe 4/12 62–72 zu Be 4/12 umgebaut und auf die Linien S9 und S8 verschoben. Damit wurden die nicht verlängerten Be 4/8 sowie zwei Be 4/12 überzählig. Der Be 4/8 44 wurde aufgrund des schlechten Zustands des Triebwagen-Kastens bereits Ende Oktober 2011 ausrangiert und anschliessend als Ersatzteilspender abgebrochen. Der Steuerwagen folgte nach einer Feuerwehrübung Anfang Juni 2012 in den Abbruch. Im Lauf des Jahrs 2013 wurden die Fahrzeuge 41, 42, 45, 46 und 48 ausrangiert und abgebrochen; 49 wurde remisiert. Somit wurden auch die zwei Niederflur-Zwischenwagen B 44 und B 56 nach zwölf bzw. elf Jahren Einsatz abgestellt. Die verbleibenden vierzehn Züge decken Montag bis Freitag den Viertelstundentakt der S7 bis Worb (vier Umläufe in Vielfachsteuerung) sowie, je nach Verfügbarkeit, zwei Umläufe der S7 bis Bolligen und den so genannten Fraubrunnen-Express, einen zusätzlichen RE in der Morgenspitze, ab. Die restlichen Züge bilden die Revisions- und Betriebsreserve und können in Einzelfällen auch auf den Linien S8, S9 oder RE eingesetzt werden.